# ハロー大分
『ハロー大分』（ハローおおいた）は、テレビ大分で毎週土曜 9:55 - 11:30 （日本標準時）に放送されていた大分県のローカル情報番組である。ハイビジョン制作。

## 略歴・概要
- 1978年4月8日[1]に放送開始した生放送番組で、情報・ワイドショー分野では全国的にも最古参の長寿番組であった。

- 2007年7月28日に放送1500回を、2017年8月5日に放送2000回を達成。そして2018年4月7日には放送開始から40年を迎えた。

- 番組のオープニングでは、毎回画面左下に放送回数が表示される。

- ガレリア竹町からは、県内では初となる中継車を使わない中継を行っている。九州通信ネットワーク (BBIQ) の光回線利用によって実現しているが、中継映像はSD画質のスクイーズ処理映像である。

- 工藤健太が担当していた「工藤健太のワンポイント大分弁講座」のコーナーは、2002年10月5日に福岡県福岡市で開催された放送文化基金による「制作者フォーラム」（NHKおよび民放全系列出品）のミニ番組コンテストでグランプリを受賞した。

- 番組は長らく「土曜スタジオ ハロー大分」表記のタイトルロゴを用いていたが[2]、30周年を迎えた2008年4月5日の番組リニューアルの際に副題の無い「ハロー大分」に変更。またこの日を境に、オープニングなどで掛かる音楽やエンディングの内容も変更された。タイトルロゴ変更前までは、県内の保育園や幼稚園に通う子供たちが「げんきでますます!トスキー体操」を踊る中継映像がエンディングで流されていたが、変更後にはその他の中継先からの映像などで終了するようになった。

- それから6年後の2014年4月5日[3]、番組は再びリニューアル。タイトルロゴが「週末サプリメント ハロー大分」表記になり、同時に放送時間が9:55 - 11:25 （90分）から9:55 - 10:55 （60分）にまで縮小した。1年後の2015年4月4日に5分拡大。

- 2018年4月7日のリニューアルでタイトルロゴが「サタデーLIVE ハロー大分」表記になり、放送時間が30分拡大した。

- 2019年4月6日のリニューアルでタイトルロゴが「こだわり! ”ど”ローカル ハロー大分」表記になる。

- 2020年4月4日にリニューアル。キャッチフレーズは「土曜日に、新しい風。」。メイン出演者が女性のみとなったことで全体的にピンクを基調としたロゴとなり、Since 1978という放送開始年が添えられている。

## 番組の終焉
- 2021年3月6日の放送EDに、3月27日の放送分を以って番組を終了することを発表し、43年間の歴史に幕を閉じた。後継の土曜のローカル情報番組は、4月3日から土曜 9:55 - 11:00に『サタデーパレット』が開始された。

## 歴代出演者
- 辻広平（当時テレビ大分アナウンサー）：1978年度 -
- 加藤仁子：1978年度
- 亀島忍：1978年度
- 首藤昌子：1979年度
- 田嶋恵子：1979年度
- 河野恒美：1980年度
- 木藤桂子：1980年度
- 木下和子：1980年度
- 柿木孝文（キッチンイレブン シェフ）：1980年度
- 藤本恵美子：1981年度 - 1982年度
- 白石ともこ：1981年度
- 王忠福（李白 元料理長）：1983年度
- 高橋宜宏：1982年度 - 1983年度
- 林剛太郎
- 今泉真弓（当時テレビ大分アナウンサー）
- 村上不二夫（映画俳優/リポーター）
- 柴田岸雄（当時テレビ大分アナウンサー）
- 安達智子（当時テレビ大分アナウンサー）
- 川面絵莉子（当時テレビ大分アナウンサー）
- 橋本正幸（日本気象協会大分事業所所属）
- 今村優理子
- 真砂奈頼（当時テレビ大分アナウンサー）
- 土谷隆美（当時テレビ大分アナウンサー）
- 平林久枝（当時テレビ大分アナウンサー）
- 川谷和也[4]
- 吉本いく子（当時テレビ大分アナウンサー）[4]
- 渡邉亮子[4]
- 工藤健太（当時テレビ大分アナウンサー）[4]
- 財前真由美（当時テレビ大分アナウンサー）[5]、2020年度リニューアル時復帰
- 三隅玲子[6]
- 姫野友美[7]
- 野間洋子（当時テレビ大分アナウンサー）
- 岡村誠之（テレビ大分アナウンサー）
- 手柴真由美（当時テレビ大分契約アナウンサー）
- 深町絵里
- 森進一郎（初代かぐや姫メンバー、ライブハウスオーナー）：コメンテーター、2007年9月1日 - 2008年3月29日
- 油布良平（当時テレビ大分アナウンサー）
- 土谷瑞季（2009年度ミス別府）
- 岩野理沙（2009年度ミス別府）
- 小笠原正典（テレビ大分アナウンサー）
- 野島亜樹（テレビ大分アナウンサー）
- 大野タカシ
- 早瀬友浦
- 首藤将太（野良レンジャー）：2015年度 - 2016年度[8]
- 御手洗慶子（テレビ大分アナウンサー）：2016年度 - 2017年度[9]
- 中華首藤：2016年度 - 2017年度[9]
- 田辺智彦（テレビ大分アナウンサー）：2016年度 -2018年度
- 竹内力：2018年度
- ニータン：2018年度
- 坂本くるみ（テレビ大分アナウンサー）：2018年度 - 2020年度[10]
- 高橋巨典（フリーアナウンサー）：2019年度
- 井下育恵（テレビ大分キャスター）：2018年度 - 2020年度[11]
- 岩崎朋美：2000年度 - 2020年度[11][6]
- 竹尾悠兵（野良レンジャー）：2018年度 - 2020年度[11]
- あべこ：2018年度 - 2020年度[11]

## コーナー
ひらめきサタデー
特集コーナー。県内に新しくオープンした店の情報やファッション情報など、旬の情報をジャンルを問わずに紹介。
グルメハント
県内各地のグルメ情報を、毎回何らかのテーマに基いて紹介。
週末ぶらり旅のススメ。ハロタビ
リポーターが県内各地を旅する模様を放送。こちらのコーナーでも旅先のグルメ情報の紹介がある。
たまがる探偵 おどろきものこ
さまざまな店にある驚きの取扱商品やメニューを紹介。
あけてビックリ!!たまってBOX
視聴者参加型コーナー。視聴者が各回のメッセージテーマに沿った内容のメールやFAXを番組に送り、1万円を貰えるゲームに挑戦する。
大分ぶらり旅
本番組におけるENG取材の皮切りとなったコーナー。
あなたとシェフ
フランス料理のシェフによる生展開のお手軽料理コーナー。
ざ・ちゃんす
毎週どこかの公園にコインを隠し、それを視聴者に探させる。
村上不二夫のおじゃましま〜す
村上が県内のさまざまな場所を訪ね、何かに打ち込む人を描く。
川面江利子の大分方言講座
大分弁を外国語のようにとらえて行っていた楽しい発音練習のコーナー。
クイズ 各駅停車
駅名当てクイズをする視聴者参加型コーナー。
平林久枝のいいとこ見つけた
平林が県内のさまざまな場所を巡る。
ひよりはどげぇかえ?
方言による天気予報コーナー。
クイズ 何ち読むん?
県内にある難読地名をクイズにしたコーナー。
朋ちゃんのきょうの絵日記
イラストの上手い岩崎朋美がリポーターとなり、取材をした感想を絵日記にする。
工藤健太のワンポイント大分弁講座
工藤が県内各地へ赴き、大分弁のさまざまな語彙・発音・使用例を紹介していた中継コーナー。各回のテーマは、視聴者から寄せられた大分弁に関する疑問・質問・面白話をもとにして決められていた。
週末ど〜よ
週末に訪れてみたいスポットを紹介する。
特集X
話題になっているものを特集する。
クイズ!どこん小学校!?
県内にある小学校の映像とそれらの特徴をヒントにして視聴者に学校名を当ててもらう視聴者参加型コーナー。視聴者プレゼントあり。
タナベ農園
田辺智彦が作物を種まきの段階から世話していき、農業の魅力を発見する。
ハロープレミアム
週末のプレミアム情報やスポットを紹介する。
コダワリトリニータ
大分トリニータの特集コーナー。選手のこだわりやお気に入りを紹介。
11AM
話題のものをジャンルを問わずに紹介する。
ゆうほキャッチャー
早瀬友浦が県内津々浦々の気になる情報を紹介する。
映画ノススメ
最新の映画情報を紹介する。
グッズまにあ＋
あったら便利なグッズや気になるものなどを紹介し、それらにちなんだクイズを出題する。